# کامپانیولا امیلیا
کامپانیولا امیلیا (به ایتالیایی: Campagnola Emilia) یک کومونه در ایتالیا است که در استان رجو امیلیا واقع شده‌است. کامپانیولا امیلیا ۲۴٫۷ کیلومتر مربع مساحت و ۵٬۶۳۹ نفر جمعیت دارد.